# Hideo Nakata
Hideo Nakata (中田 秀夫, Nakata Hideo, nascut el 19 de juliol de 1961) és un cineasta japonès.

## Vida i carrera
Nakata va néixer a Okayama, Japó. El públic occidental és més conegut pel seu treball en pel·lícules de terror japoneses com ara Ringu (1998), Ringu 2 (1999) i Aigua fosca (2002). Moltes d’elles s'han refet en anglès com The Ring (2002), Dark Water (2005), i The Ring Two.
Nakata estava programat per fer el seu debut en anglès amb True Believers, però més tard es va retirar. Més tard, DreamWorks li va oferir dirigir la pel·lícula The Ring Two (2005), que va acceptar, fent el seu debut en anglès amb una seqüela per un remake de la seva pròpia pel·lícula.
Nakata va fer el seu primer avenç al cinema amb Ghost Actress també conegut com Don't Look Up (1996). Encara que no va aconseguir cap èxit a gran escala, la pel·lícula va ser la responsable de conduir a la seva direcció de Ringu.
Altres pel·lícules de Nakata són Garasu no nô (2000); Honto ni atta kowai hanashi: Jushiryō; i Kaosu (2000). Va dirigir el thriller psicològic Inshite miru: 7-kakan no desu gêmu que es va estrenar el 16 d'octubre de 2010 al Japó. El 2007 va completar una història de fantasmes japonesos, Kaidan. Nakata està treballant actualment a Hearn, que tracta sobre la vida de Lafcadio Hearn que va escriure Kwaidan.
Està representat per United Talent Agency. La seva pel·lícula Chatroom, es va projectar a la secció Un Certain Regard al 63è Festival Internacional de Cinema de Canes.

## Filmografia

### Cinema
- Honto ni atta kowai hanashi: Jushiryō (1992)
- Joyû-rei (1996) – also writer (story)
- Ringu (1998)
- Joseph Losey: The Man with Four Names (1998)
- The ring 2 (1999)
- Garasu no nō (1999)
- Take It (2000)
- Kaosu (2000)
- Aigua fosca (2002)
- The Ring Two (2005)
- Kaidan (2007)
- L: Change the World (2008)
- Foreign Filmmakers' Guide to Hollywood (2009)
- Chatroom (2010)
- Inshite miru: 7-kakan no desu gêmu (2010)
- Kuroyuri danchi (2013)
- Life After 3.11 (2013)
- Monsterz (2014)
- Words With Gods (2014) – segment "Sufferings"
- Gekijō rei (2015)
- Somewhere in Kakamura (2016 curt)
- Howaito rirî (2016)
- Life in Overtime (2018)
- Stolen Identity (2018)
- The Woman Who Keeps a Murderer (2019)
- Sadako (2019)
- Stigmatized Properties (2020)
- Stolen Identity 2 (2020)[7]
- Usogui (2022)[8]
- It's in the Woods (2022)[9]
- The Forbidden Play (2023)[10]
- Stolen Identity 3 (2024)[11]

### Televisió
- Gakkô no kaidan F (1997) (història "Hoken-shitsu", història "Rei Video")
- Shinigami-kun (2014) – 1 episodi
- Yo ni mo Kimyô na Monogatari: Eiga kantoku-hen (2015)
- Magamoto (2016) – Minisèrie de 8 parts
- Remote de Korosareru (2020)
- Kyoufu Shinbun (2020)
- The Days (2023) – amb Masaki Nishiura[12]